# Michael Reinecke
Michael Reinecke (* 20. August 1950 in Lübeck; † 15. April 2022) war ein deutscher Schlagerkomponist, Musiker, Sänger und Musikproduzent. Er ist nicht identisch mit dem Sänger Michy Reincke.

## Werdegang
Michael Reinecke wuchs in Lübeck auf und legte 1970 sein Abitur am Carl-Jacob-Burckhardt-Gymnasium ab. Bereits 1969 hatte er die Single Glaube daran (erste Eigenkomposition, Text: Joe Menke) bei Decca Records veröffentlicht. Anschließend wurde Reinecke zum gefragten Backgroundsänger und Studiogitarristen. Mitte der 1970er Jahre machte er als Chorsänger mehrere Tourneen mit Vicky Leandros und dem Orchester James Last. Mit Lasts Orchester trat er in London in der Royal Albert Hall auf. 1972 übernahm Les Humphries den von Reinecke komponierten Titel Take Care of Me in sein Repertoire.
1973 produzierte er gemeinsam mit dem Verleger Joe Menke (Studio Maschen) die Gruppe Truck Stop. Kurz darauf wurde er auch Mitglied der Gruppe als Gitarrist und Sänger, 1976 verließ er sie wieder.
1978 produzierte er im Auftrag von Peer-Music die Pop-Gruppe Sunrise und deren Hit Call on me (Harders/Kopp). Er war von Anfang an Mitglied dieser Formation und schrieb auch einige Titel für sie.
Von 1981 bis 1987 produzierte Reinecke im Auftrag der Firma Metronome den Künstler Volker Lechtenbrink (fünf LPs). Während der Zusammenarbeit entstand der Titel Ich mag, der im Original schon ein großer Erfolg war. Die von Rolf (Zuckowski) und seinen Freunden aufgenommene Version …und ganz doll mich! übertraf den Erfolg noch und wurde durch einen Auftritt in der Sendung Wetten, dass..? zu einem Meilenstein für Zuckowskis Karriere. Bei einem Auftritt auf dem Rathausmarkt in Hamburg, bei dem Reinecke selbst Gitarre spielte, entstanden im Lauf von vier Stunden etwa 800 neue Verse aus dem Publikum, die Zuckowski sammelte und später veröffentlichte. 1983 folgte der Eintrag ins Guinness-Buch der Rekorde als „längstes Lied der Welt“.
Im selben Jahr kam der von ihm komponierte Song Rücksicht (Text: Volker Lechtenbrink) des Duos Hoffmann & Hoffmann beim Eurovision Song Contest 1983 in München auf Platz fünf. Auf Platz 13 kam Mary Roos beim Eurovision Song Contest 1984 in Luxemburg mit Reineckes Komposition Aufrecht geh’n mit dem Text von Michael Kunze. In dem Jahr belegte er bei der Vorentscheidung auch den zweiten Platz mit dem von Bernhard Brink gesungenen Titel Liebe ist… (Text: Erich Offierowski).
Für eine Folge der Krimiserie Ein Fall für zwei, in der Lechtenbrink eine Hauptrolle spielte, schrieb Reinecke den Titelsong Irgendwann sowie gemeinsam mit dem Komponisten Birger Heymann die Spannungsmusiken für die Folge.
Anfang der 1990er Jahre arbeitete er gemeinsam mit Rudolf Müssig und Christoph Leis-Bendorff an einigen Alben der österreichischen Kultband Die Schürzenjäger mit, diesmal als Chorsänger, Studiogitarrist, Arrangeur und Co-Produzent.
Von 1996 bis 2011 war er gemeinsam mit Alexander Menke Exklusivproduzent von Mary Roos. In dieser Zeit entdeckte Reinecke auch das Texten für sich. So entstanden über 70 Titel, darunter Einmal um die Welt, Weit, weit weg, Mein Sohn, Zu schön, um wahr zu sein, Schau dich nicht um. Er komponierte für weitere Künstler wie Nino de Angelo, Bernd Clüver, Roland Kaiser und Roberto Blanco. Eine Reihe von Stücken komponierte er für die schleswig-holsteinische Volksmusikgruppe Speelwark, die er kurzzeitig wieder gemeinsam mit Alexander Menke auch produzierte.
Für die erfolgreiche 52-teilige Kinderfernsehserie Neues vom Süderhof, die zwischen 1991 und 1997 produziert wurde, komponierte Reinecke die Musik. Der Titelsong stammte von Rolf Zuckowski.
1998 beteiligte er sich am Balladenwettbewerb der Paul-Woitschach-Stiftung des Deutschen Komponistenverbandes und kam mit der Eigenkomposition Three Words, die er selbst in der Hochschule für Musik und Theater in Hamburg vortrug, auf Platz 3.
In der Verwertungsgesellschaft GEMA vertrat Michael Reinecke die Interessen der Komponisten im Ausschuss für das Wertungsverfahren in der Unterhaltungs- und Tanzmusik.